# Utah Blitzz
El Utah Blitzz fue un equipo de fútbol de los Estados Unidos que alguna vez jugó en la USL Pro Select League, la desaparecida tercera liga de fútbol más importante del país.

## Historia
Fue fundado en el año 2000 en la ciudad de Salt Lake City, Utah y lograron ganar el título en apenas su segundo año de existencia y en las siguientes cuatro temporadas fueron el mejor equipo de la división oeste, la cual ganaron en ese lapso de tiempo, alcanzando mínimo las semifinal nacional y ganando el título de liga en la temporada 2004.
El 12 de julio del 2004 se anunció que la ciudad de Salt Lake City, Utah tendría una franquicia en la MLS para la temporada 2005, por lo que los dueños del Blitzz a pesar de haber ganado el título de liga, decidieron no ponerse a competir con la nueva franquicia de la máxima categoría para que sus aficionados apoyaran al Real Salt Lake como el representante de la ciudad en fútbol, por lo que varios jugadores y directivos decidieron unirse a la causa de la MLS y apoyar a la nueva franquicia.

## Palmarés
- USL Pro Select League: 2

2001, 2004
- USL Pro Select League Western Division: 4

2001, 2002, 2003, 2004

## Temporadas
| Año  | División | Liga                  | Temporada Regular | Playoffs             | US Open Cup  | Asistencia Promedio |
| ---- | -------- | --------------------- | ----------------- | -------------------- | ------------ | ------------------- |
| 2000 | 3        | USL D-3 Pro League    | 2.º, Western      | Final de Conferencia | No clasificó | 2,997               |
| 2001 | 3        | USL D-3 Pro League    | 1.º, Western      | Campeón              | 2.ª Ronda    | 1,471               |
| 2002 | 3        | USL D-3 Pro League    | 1.º, Western      | Semifinal            | 2.ª Ronda    | 2,235               |
| 2003 | 3        | USL Pro Select League | 1.º, Western      | Semifinal            | 2.ª Ronda    | 4,227               |
| 2004 | 3        | USL Pro Select League | 1.º, Western      | Campeón              | 3.ª Ronda    | 2,652               |

## Entrenadores
- Chris Agnello (2000-2004)